# Kepler-186
Kepler-186 é uma estrela anã vermelha com classificação na sequência principal do tipo M1, localizada a 492 ± 59 anos-luz (151 ± 18 parsecs) de distância na constelação de Cygnus. A estrela é um pouco mais fria do que o Sol, com cerca de metade da sua metalicidade. Ela é conhecida por ter cinco planetas, incluindo o primeiro mundo descoberto do tamanho da Terra descoberto na zona habitável: Kepler-186f. A estrela hospeda outros quatro planetas descobertos até agora, apesar de Kepler-186 b, c, d e e estão muito perto da estrela, e assim muito quente, para ter água líquida.

## Sistema planetário
Os cinco planetas descobertos ao redor de Kepler-186 são esperados para ter superfícies sólidas. O menor, Kepler-186b, é apenas 8% maior que a Terra, enquanto o maior, Kepler-186d, é quase 40% maior.